# Cirrhicera
Cirrhicera är ett släkte av skalbaggar. Cirrhicera ingår i familjen långhorningar.
Kladogram enligt Catalogue of Life:
| Cirrhicera | \| \| Cirrhicera basalis \| \| \| \| \| \| Cirrhicera championi \| \| \| \| \| \| Cirrhicera cinereola \| \| \| \| \| \| Cirrhicera conspicua \| \| \| \| \| \| Cirrhicera cristipennis \| \| \| \| \| \| Cirrhicera leuconota \| \| \| \| \| \| Cirrhicera longifrons \| \| \| \| \| \| Cirrhicera nigrina \| \| \| \| \| \| Cirrhicera niveosignata \| \| \| \| \| \| Cirrhicera panamensis \| \| \| \| \| \| Cirrhicera sallei \| \| \| \| |
|            | \| \| Cirrhicera basalis \| \| \| \| \| \| Cirrhicera championi \| \| \| \| \| \| Cirrhicera cinereola \| \| \| \| \| \| Cirrhicera conspicua \| \| \| \| \| \| Cirrhicera cristipennis \| \| \| \| \| \| Cirrhicera leuconota \| \| \| \| \| \| Cirrhicera longifrons \| \| \| \| \| \| Cirrhicera nigrina \| \| \| \| \| \| Cirrhicera niveosignata \| \| \| \| \| \| Cirrhicera panamensis \| \| \| \| \| \| Cirrhicera sallei \| \| \| \| |
|            | Cirrhicera basalis |
|            | |
|            | Cirrhicera championi |
|            | |
|            | Cirrhicera cinereola |
|            | |
|            | Cirrhicera conspicua |
|            | |
|            | Cirrhicera cristipennis |
|            | |
|            | Cirrhicera leuconota |
|            | |
|            | Cirrhicera longifrons |
|            | |
|            | Cirrhicera nigrina |
|            | |
|            | Cirrhicera niveosignata |
|            | |
|            | Cirrhicera panamensis |
|            | |
|            | Cirrhicera sallei |
|            | |